# East Cowes
East Cowes est un port de l'île de Wight, situé sur les rives du Solent, le bras de mer qui sépare l'île du reste de l'Angleterre et à l'est de l'embouchure de la principale rivière insulaire, le Medina qui la sépare de Cowes à laquelle elle est reliée par un bac à câble.
Sa population était de 6 166 habitants en 2001.
Un service de Ferry assuré par la compagnie Red Funnel, la relie à Southampton.

## Histoire

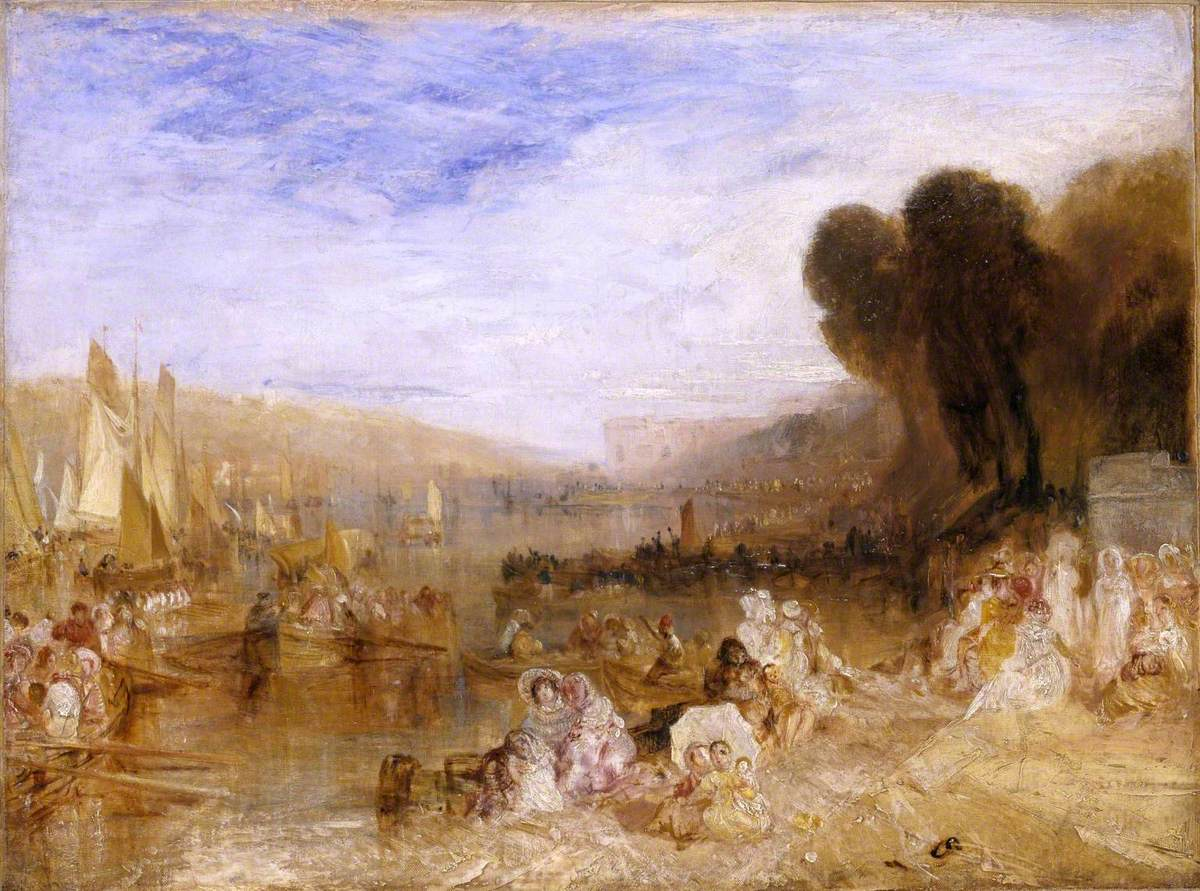
East Cowes Castle, les bateaux de
la régate largant leurs amarres
Croquis n°3
William Turner, 1827
Tate Britain, Londres

### Le Château
L'architecte John Nash y a construit un château, où il a accueilli le peintre William Turner en 1827. Il lui a commandé deux tableaux de la régate de Cowes. Turner y bénéficia de sa propre salle de peinture et réalisa une série de croquis à l'huile sur deux rouleaux de toile.
En 1830 il représenta son atelier dans le tableau Intérieur d'une grande maison, la salle de dessin, château de Cowes Est, conservé à la Tate Britain à Londres
En 1835, il fait à nouveau du château le cadre de son tableau Musique à Petworth qui pendant de nombreuses années fut associée aux intérieurs de Petworth House. Il a été plus récemment liée à la salle Octagon du château de East Cowes, où Mme John Nash, l'épouse de l'architecte, était une pianiste accomplie.

Les Intérieurs du château par Turner à la tate Britain
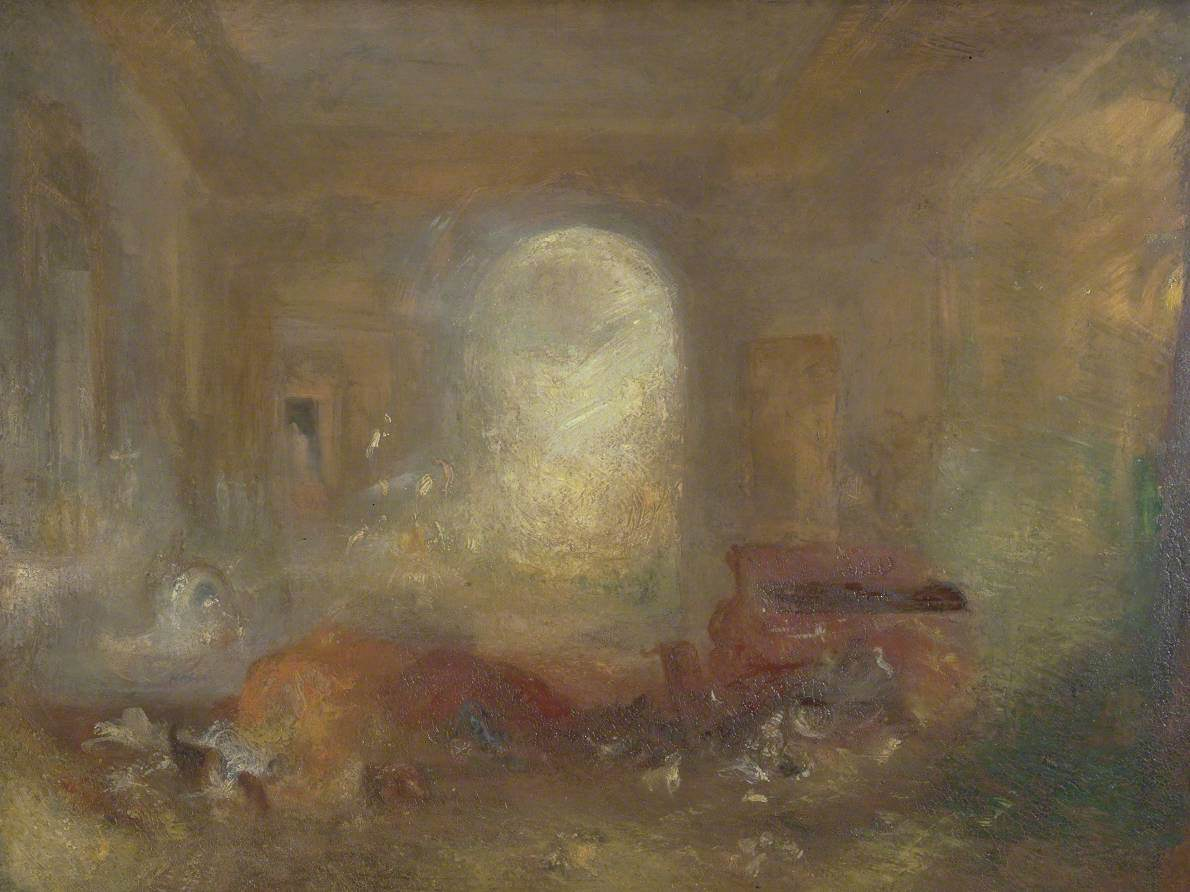
La Salle de dessin, château de Cowes Est, 1830
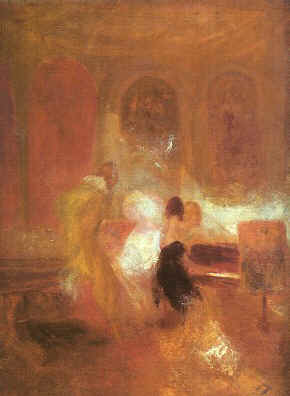
Musique à Petworth, 1835

### La Reine Victoria
La Reine Victoria qui appréciait particulièrement l'île, fit construire en 1847, une résidence estivale située à l'est de la ville, baptisée Osborne House, dans laquelle la souveraine mourut en 1901.